# Chaxiraxi (ópera)
Chaxiraxi es una ópera del compositor, director de orquesta y coro español Emilio Coello Cabrera con libreto del músico y timplista Benito Cabrera, y basado en la obra de fray Alonso de Espinosa que relata el hallazgo o aparición de la imagen de la Virgen de Candelaria (santa patrona de las Islas Canarias).
La ópera se estrenó en la Basílica de Nuestra Señora de la Candelaria, en la isla de Tenerife, el 8 de agosto de 2024, en el marco de las fiestas estivales de la Virgen. La obra que tuvo una gran acogida por parte del público fue interpretada por un elenco de solistas acompañados por la Orquesta y Coro Contemporáneo de Tenerife. El coro fue liderado por la maestra de coro Esther Wagenaar quién le imprimió una interpretación emotiva y espiritual.
El nombre de la ópera, Chaxiraxi, hace referencia a la denominación que los aborígenes guanches ―descubridores de la imagen de la Virgen― dieron a la misma. En tamazight insular Chaghiraghi significa 'la que carga o sostiene el firmamento'.
La ópera es un relato de asimilación de un nuevo orden y del encuentro entre dos mundos. Si bien con un lenguaje neutral, sin hablar de vencedores ni vencidos. Es un reflejo del inicio del proceso de europeización de Canarias, a través de uno de los elementos culturales y religiosos más relevantes del mismo, la Virgen de Candelaria.